# Хуан Фернандес де Ихар и Кабрера
Хуан Фернандес де Ихар и Кабрера (исп. Juan Fernández de Híjar y Cabrera; около 1419 — 25 ноября 1491) — арагонский дворянин, 7-й сеньор де Ихар (1456—1491), затем герцог де Ихар (1483—1491) и 1-й герцог Альяга (1487—1491).

## Биография
Старший сын Хуана Фернандеса де Ихара, 6-го сеньора де Ихара (ок. 1384—1456), и его второй жены, Тимбор де Кабрера (1386—1454), дочери Берната IV де Кабрера (1350—1423).
Хуан Фернандес был 7-м сеньором Ихара по наследству, а также Лесеры. Он женился на Катерине де Бомонт и Наварра, дочери Карлоса де Бомонта (1361—1432) и графа де Бомона и констебля Наварры, от которой у него было шестеро детей. Во время правления Хуана II Арагонского он был королевским камергером.
Во время конфликтов между королем Арагона Хуаном II и его сыном Карлосом Вианским сеньор де Ихар встал на сторону принца и получил во владение от него Альягу, Кастельоте (оба из Ордена госпитальеров) и Альканьис, в то время как король захватил его владения в Лесере. Однако он перешел на другую сторону и был вознагражден за это королем графством Альяга и сеньорию Кастельоте.
После смерти короля Орден госпитальеров заявил свои права на эти земли и получил благоприятный приговор. Требуя компенсации от короны за оказанные услуги, Хуан Фернандес де Ихар и Кабрера был возведен католическими монархами в сан 1-го герцога Ихара 16 апреля 1483 года и в сан 1-го герцога Альяга 10 октября 1487 года.
25 ноября 1491 года Хуан Фернандес де Ихар и Кабрера скончался, ему наследовал его старший сын Луис Фернандес де Ихар и Бомонт (ок. 1437—1517), 2-й герцог Ихар и 2-й герцог Альяга.